# George van Saksen (1832-1904)
Frederik August George Lodewijk Maximiliaan Karel Maria Nepomuk Baptist Xavier Cyriacus Romanus (Dresden, 8 augustus 1832 – Pillnitz, 15 oktober 1904) was van 1902 tot 1904 koning van Saksen. Hij was de jongste zoon van koning Johan en diens gemalin Amalie Auguste, dochter van koning Maximiliaan I van Beieren.

## Leven
George diende in het leger en nam in 1870 deel aan de Frans-Pruisische Oorlog. Samen met zijn broer kroonprins Albert, onder wiens bevel hij in Bohemen had gestaan, woonde hij op 18 januari 1871 in Versailles de kroning van de Pruisische koning Wilhelm I tot Duits keizer bij.
Albert, die in 1873 de troon besteeg, stierf in 1902 kinderloos en werd opgevolgd door de 70-jarige George. Hij stierf echter al twee jaar later op 15 oktober 1904, waarna zijn zoon als Frederik August III koning werd.

## Huwelijk en kinderen
Aanvankelijk werd door hertogin Ludovika in Beieren getracht om haar dochter Elisabeth (Sisi), de latere keizerin van Oostenrijk, te koppelen aan haar neef George. Tot een huwelijk kwam het evenwel niet.
George trad op 11 mei 1859 te Lissabon in het huwelijk met de infante Maria Anna van Portugal, dochter van koningin Maria II van Portugal en haar gemaal Ferdinand van Saksen-Coburg-Gotha. Uit dit huwelijk werden acht kinderen geboren:
- Marie (1860-1861)
- Elisabeth (1862-1863)
- Mathilde (1863-1933)
- Frederik August III (1865-1932), koning van Saksen
- Maria Josepha Louise (1867-1944), gehuwd met Otto Frans van Oostenrijk, moeder van keizer Karel I
- Johan George (1869-1938)
- Maximiliaan (1870-1951)
- Albert Karel (1875-1900)

## Voorouders
| Voorouders van George van Saksen | Voorouders van George van Saksen                                                   | Voorouders van George van Saksen                                                   | Voorouders van George van Saksen                                          | Voorouders van George van Saksen                                          | Voorouders van George van Saksen                                                                   | Voorouders van George van Saksen                                                                   | Voorouders van George van Saksen                                               | Voorouders van George van Saksen                                               |
| -------------------------------- | ---------------------------------------------------------------------------------- | ---------------------------------------------------------------------------------- | ------------------------------------------------------------------------- | ------------------------------------------------------------------------- | -------------------------------------------------------------------------------------------------- | -------------------------------------------------------------------------------------------------- | ------------------------------------------------------------------------------ | ------------------------------------------------------------------------------ |
| Overgrootouders                  | Frederik Christiaan van Saksen (1722-1763) ∞ Maria Antonia van Beieren (1723-1780) | Frederik Christiaan van Saksen (1722-1763) ∞ Maria Antonia van Beieren (1723-1780) | Ferdinand van Parma (1756-1802) ∞ Maria Amalia van Oostenrijk (1746-1804) | Ferdinand van Parma (1756-1802) ∞ Maria Amalia van Oostenrijk (1746-1804) | Frederik Michael van Palts-Birkenfeld (1724-1767) ∞ Maria Francisca van Palts-Sulzbach (1724-1794) | Frederik Michael van Palts-Birkenfeld (1724-1767) ∞ Maria Francisca van Palts-Sulzbach (1724-1794) | Karel Lodewijk van Baden (1755-1801) ∞ Amalia van Hessen-Darmstadt (1754-1832) | Karel Lodewijk van Baden (1755-1801) ∞ Amalia van Hessen-Darmstadt (1754-1832) |
| Grootouders                      | Maximiliaan van Saksen (1759-1838) ∞ Carolina van Parma (1770-1804)                | Maximiliaan van Saksen (1759-1838) ∞ Carolina van Parma (1770-1804)                | Maximiliaan van Saksen (1759-1838) ∞ Carolina van Parma (1770-1804)       | Maximiliaan van Saksen (1759-1838) ∞ Carolina van Parma (1770-1804)       | Maximiliaan I Jozef van Beieren (1756-1825) ∞ Caroline van Baden (1776-1841)                       | Maximiliaan I Jozef van Beieren (1756-1825) ∞ Caroline van Baden (1776-1841)                       | Maximiliaan I Jozef van Beieren (1756-1825) ∞ Caroline van Baden (1776-1841)   | Maximiliaan I Jozef van Beieren (1756-1825) ∞ Caroline van Baden (1776-1841)   |
| Ouders                           | Johan van Saksen (1801-1873) ∞ Amalia Augusta van Beieren (1801-1877)              | Johan van Saksen (1801-1873) ∞ Amalia Augusta van Beieren (1801-1877)              | Johan van Saksen (1801-1873) ∞ Amalia Augusta van Beieren (1801-1877)     | Johan van Saksen (1801-1873) ∞ Amalia Augusta van Beieren (1801-1877)     | Johan van Saksen (1801-1873) ∞ Amalia Augusta van Beieren (1801-1877)                              | Johan van Saksen (1801-1873) ∞ Amalia Augusta van Beieren (1801-1877)                              | Johan van Saksen (1801-1873) ∞ Amalia Augusta van Beieren (1801-1877)          | Johan van Saksen (1801-1873) ∞ Amalia Augusta van Beieren (1801-1877)          |
| George van Saksen (1832-1904)    |                                                                                    |                                                                                    |                                                                           |                                                                           | | |                                                                                |                                                                                |

## Militaire loopbaan
- Leutnant: 8 maart 1846
- Oberleutnant: 23 augustus 1849
- Hauptmann: 29 april 1852[2]
- Major: 29 september 1853[2]
- Oberstleutant: 12 april 1857[2]
- Oberst: 3 maart 1858
- Generalmajor: 30 oktober 1861
- Generalleutnant: 14 november 1866
- General der Infanterie: 6 juli 1871[2][3]
- Pruisische Generalfeldmarschall 15 juni 1888[2][3]

## Onderscheidingen
- Pour le Mérite op 6 december 1870[4][5]- november 1870[2]
  - Eikenloof op 8 maart 1896[4]
- IJzeren Kruis 1870, 2e klasse[4]
- Grootkruis in de Militaire Orde van Verdienste in 1871
- Grootmeester in de Orde van de Kroon van Wijnruit
- Grootmeester in de Militaire Orde van Sint-Hendrik
- Grootmeester in de Albrechtsorde
- Grootmeester in de Orde van Burgerlijke Verdienste
- Ridder in de Orde van het Gulden Vlies